# リンディー真ダニエル
リンディー 真ダニエル（リンディー まことダニエル、Linde Makoto Daniel、1987年11月9日 - ）は、元ラグビーユニオンの選手。

## プロフィール
- U19オーストラリア代表に選ばれたことがある[1]。

## 略歴
6歳からラグビーを始めた。
2005年、イプスィッチ・グラマー高校卒業後、クイーンズランド大学に入る。なおイプスィッチ・グラマー高校時代、オーストラリア高校代表に選ばれたことがある。
2009年、クイーンズランド大学卒業後、ホンダヒート(現・三重ホンダヒート)に加入。同年9月5日に行われたジャパンラグビートップリーグ第1節のリコーブラックラムズ戦に先発出場で公式戦初出場を果たす。
2012年、ホンダヒートを退団した。
2013年、三菱重工相模原ダイナボアーズに加入。
2020年3月11日、日本国籍取得。
2025年4月12日、ジャパンラグビーリーグワン2024-25シーズン第15節横浜キヤノンイーグルス戦で、三菱重工相模原ダイナボアーズで最多となる121試合出場を果たす。4月26日、第16節コベルコ神戸スティーラーズ戦で、最多出場記録を122試合に更新した。
2025年5月9日、三菱重工相模原ダイナボアーズを退団を発表し、引退。